# 舞草

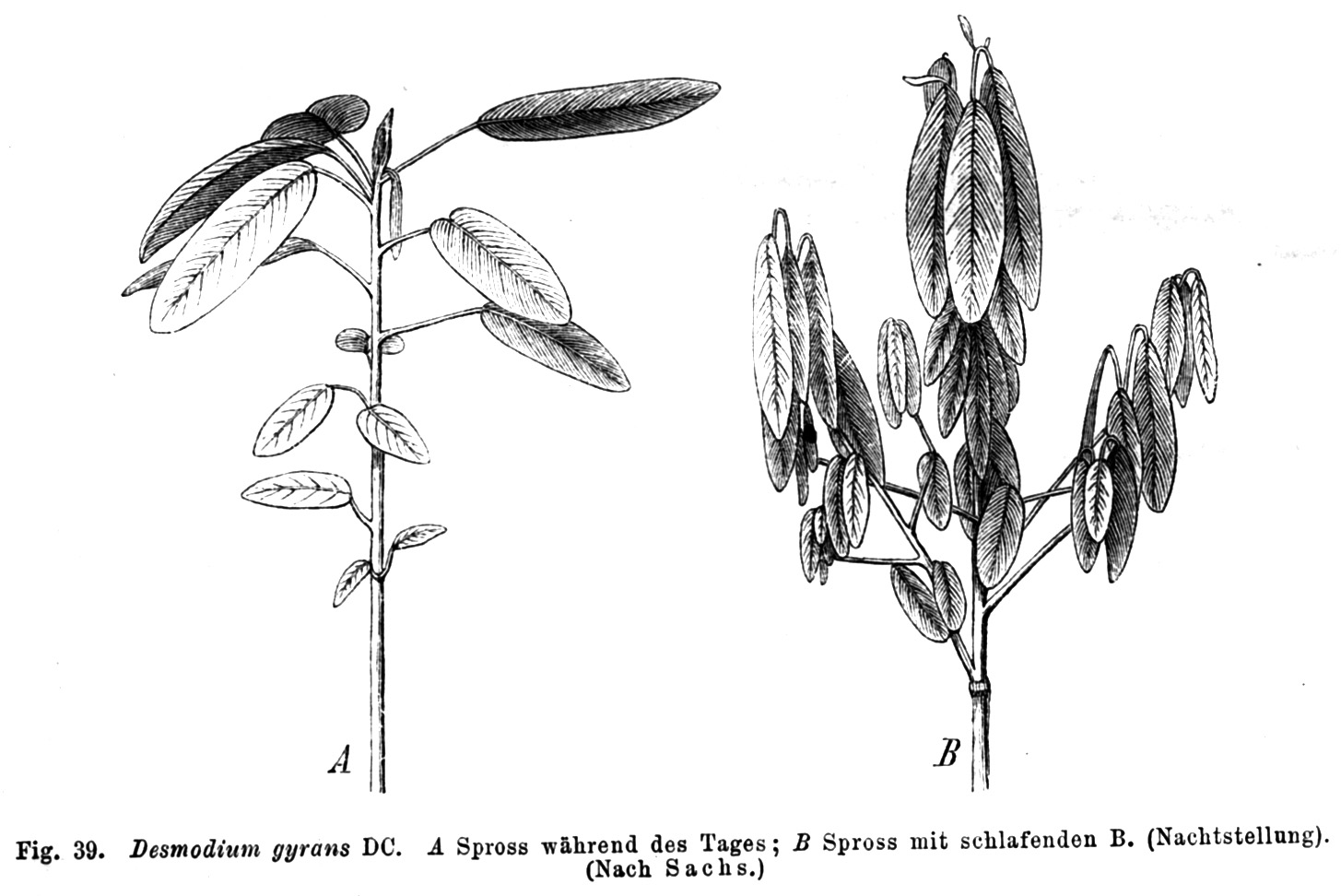
左圖是白天的樣子，右圖是夜晚的樣子

舞草（《酉阳杂俎》），別稱虞美人草（《益州草木记》《贾氏谈录》）、无风独摇草（《本草拾遗》）、钟萼豆、跳舞草，为豆科舞草属的植物。分佈於印度尼西亚、馬來西亞、斯里兰卡、老挝、尼泊尔、缅甸、不丹、泰国、越南和菲律賓等地，中国雲南、廣西、貴州、福建都有分佈，臺灣也有生长。生长于海拔200米至1,500米的地区，常生长在丘陵山坡以及山沟灌丛中。

## 传说
傳說，古時有一位美麗善良的傣族少女，名叫多依，她天生熱愛舞蹈，舞技超群，出神入化。她常常在農閒之際巡迴於各族村寨，為廣大貧苦的老百姓表演舞蹈，舞姿极为优美。天長日久，多依名聲漸起，聲名遠揚。後來，一個大土司帶領眾多家丁將多依強搶到他家，並要求多依每天為他跳舞。多依不從，以死相抗，趁看守家丁不注意時逃出來，跳進瀾滄江，自溺而亡。許多窮苦的老百姓自發組織起來打撈了多依的屍體，並為她舉行了隆重的葬禮。後來，多依的墳上就長出了一種漂亮的小草，每當音樂響起，它便和節而舞，所以人們都稱它為“舞草”，並認為是多依的化身。

## 用途
舞草葉片具有自然舞動的特性，已應用於園藝觀賞業，是製作盆景的優良材料，觀賞價值高，也具有藥用保健價值。
由於舞草的葉片、莖和根含有少量色胺生物鹼，分別是二甲基色胺和5-甲氧基二甲基色胺，故全株均可入藥，具有祛瘀生新、舒筋活絡之功效，可治療坐骨神經痛、風濕病等頑疾；用鮮葉片泡水洗面，可使皮膚光滑白嫩。

## 原理
舞草是自然界唯一能夠根據聲音產生反應的植物。據科學研究，舞草起舞的原因主要與溫度、陽光和一定節奏、節律、強度下的聲波感應有關。
在常溫強光且無風雨時的環境下，舞草的2片側小葉會不停地擺動，在半分鐘內，每片小葉可完成橢圓形的運動1次，每葉轉動達180度之後便又彈回原處，爾後又再行起舞。
如果光照越強或聲波振動越大，運動的速度就會越快，直至晚上所有葉片下垂閉合睡眠為止。每當太陽下山，當夜幕降臨時，光線變弱，與白天的光線有了差別和變化，海綿體就會收縮，葉子便垂了下來，緊閉而貼於枝幹上。
舞草側小葉不停舞動的原因是由于其小葉柄基部的海綿體組織對光有敏感反應的結果。每當太陽照射，溫度上升，植物體內水分加速蒸發，海綿體就會膨脹，小葉便左右擺動起來。此外，舞草還會有聲感，當它受到音量35~40分貝的歌聲振盪時，海綿體也會收縮，帶動小葉片翩翩起舞。
研究表明，當外界氣溫達到20C以上時，舞草的側小葉開始轉動。氣溫上升到30度C以上，它的轉動最為活躍，速度也加快了許多。
尽管舞草非常奇特，但野生种已经濒危，被列为保护植物。